# سیارک ۲۵۶۴۰
سیارک ۲۵۶۴۰ (به انگلیسی: 25640 Klintefelt، نامگذاری:2000AA65)۲۵۶۴۰مین سیارک کشف شده‌است که در ۰۴ ژانویه ۲۰۰۰ کشف شد.